# Mariastaden

Lage des Stadtbezirks Mariastaden in Helsingborg.

Mariastaden ist ein Stadtteil im Norden der schwedischen Stadt Helsingborg. Mariastaden liegt im gleichnamigen, etwa 2.300 Einwohner (Stand 2005) zählenden Stadtbezirk.
Dieser jüngste Stadtteil Helsingborgs, der erst seit 1995 existiert, liegt im Umkreis des ehemaligen Krankenhauses S:ta Maria Sjukhus im Norden der Stadt. Um ein variierendes Ortsbild zu schaffen, stehen hinter der Bebauung der einzelnen Ortsteile verschiedene Architektenbüros. Das Zentrum ist von zwei- bis dreistöckigen Mehrfamilienhäusern geprägt, während zum Ortsrand hin Einfamilien- und Reihenhäuser das Bild dominieren.

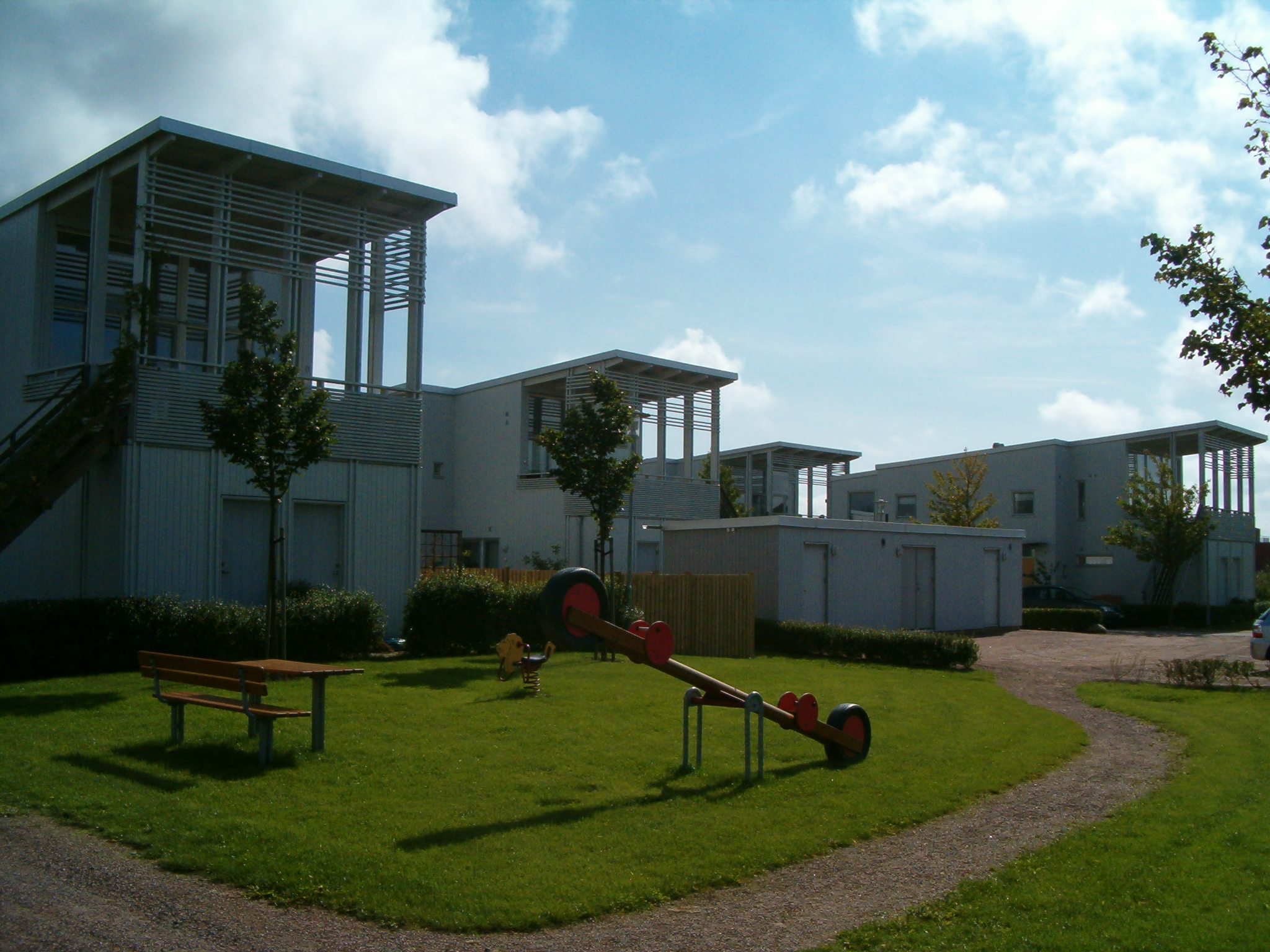
Moderne Wohngebäude mit Kinderspielplatz
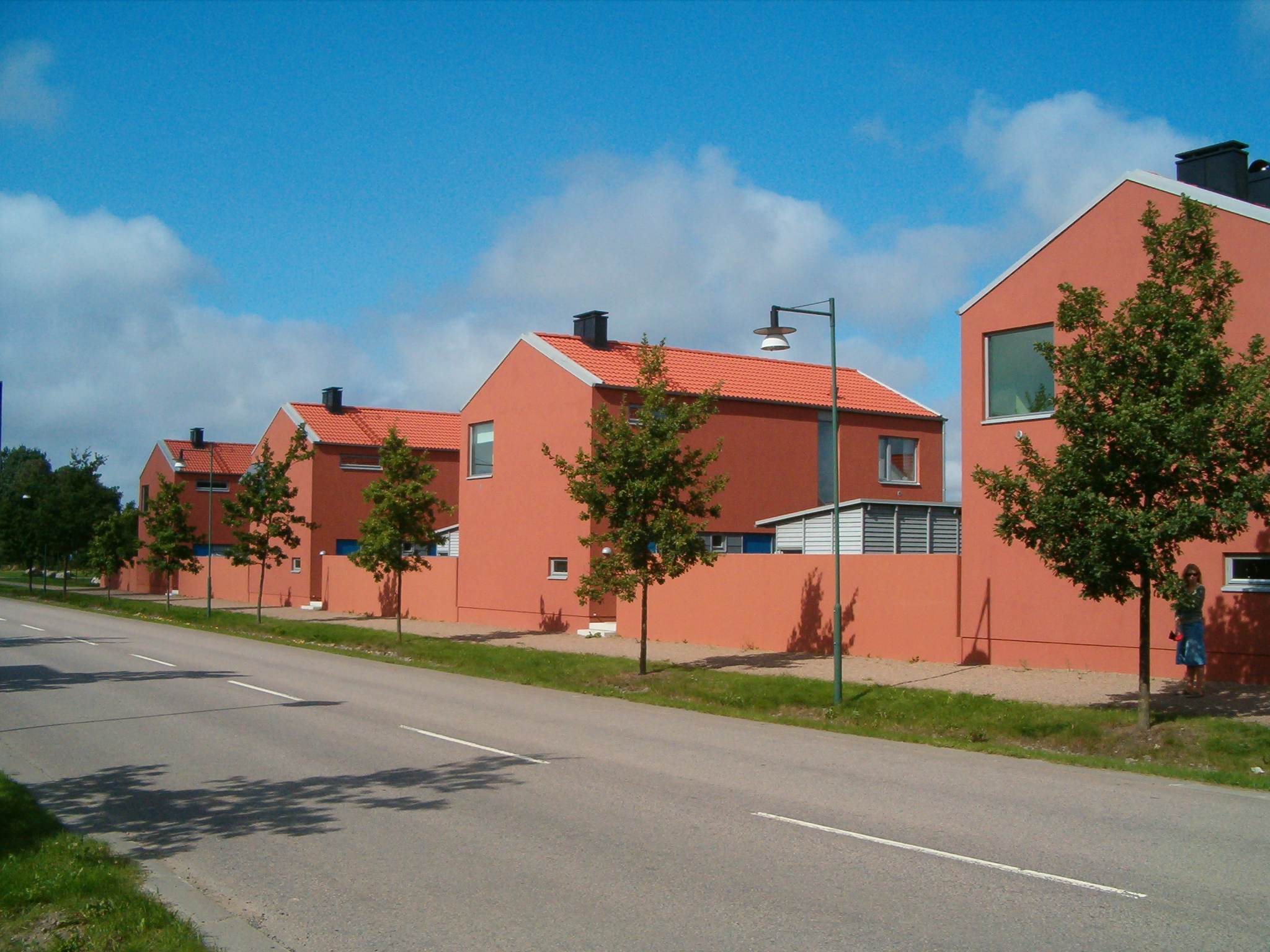
Moderne Wohnbebauung
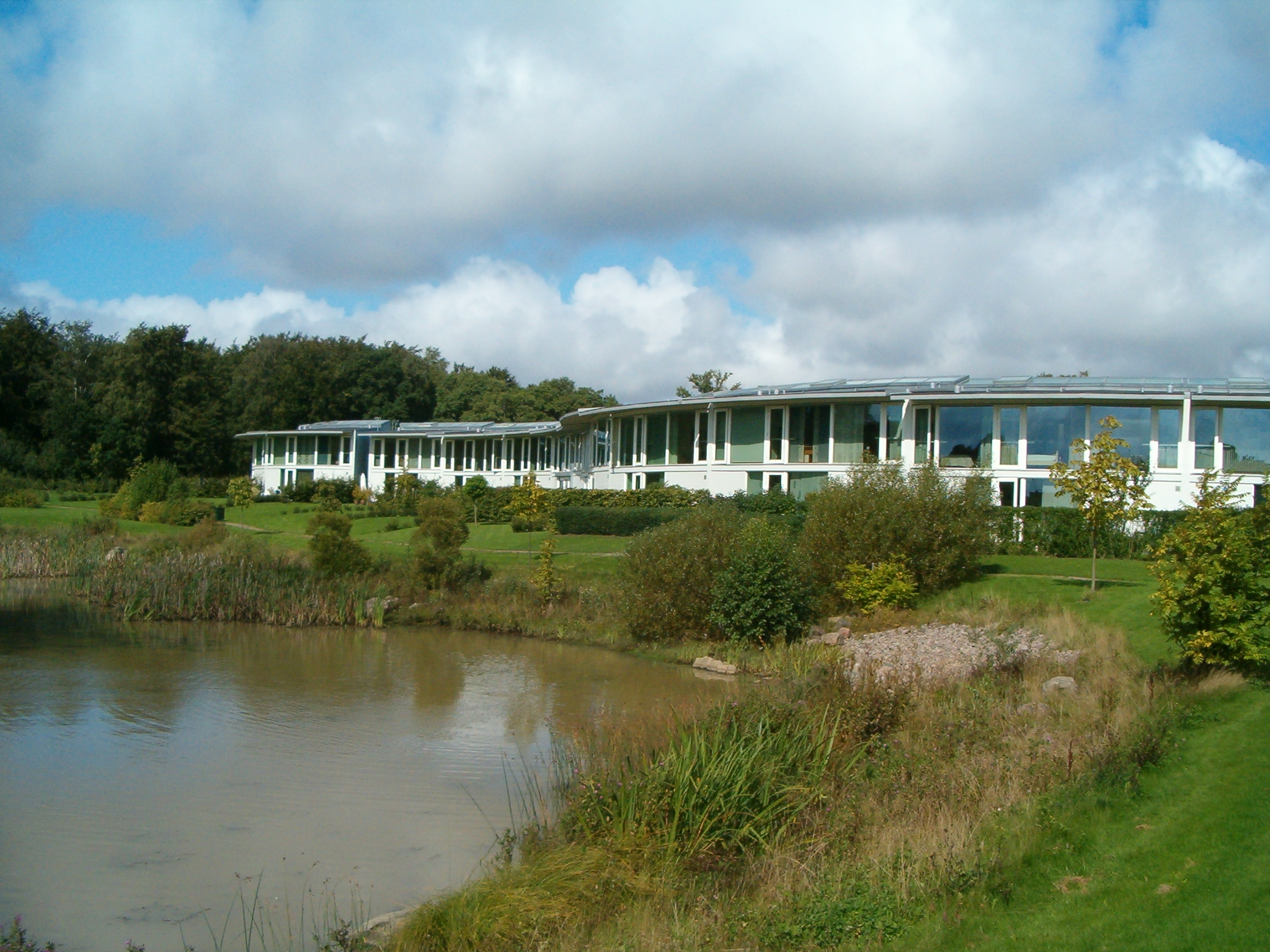
Das EOS-Gebäude